# حركة الدفاع عن الجمهورية
حركة الدفاع عن الجمهورية (الفرنسية Mouvement pour la Défense de la République ) هو حزب سياسي في الكاميرون.